# 巴西利亚地铁
巴西利亞地鐵（葡萄牙語：Metrô do Distrito Federal）是一個位於巴西首都巴西利亞的地鐵系統，于1992年動工。原计划1999年竣工，因工程拖延，2001年初才完工。
2001年9月，巴西利亚地铁正式运营。线路全长41公里（从公共汽车总站到Taguatinga和El Helecho），最初几个月内仅开通其中32公里，车站11个，运营时间从早上10点到下午16点。2002年全部投入使用。
巴西利亚地铁线路分为两条，一条是绿色，另一条是橙色，从公共汽车总站出发后，两条线路在清水站（Aguas Claras）分开。橙色线路向南驶向Samambaia，绿色线路继续驶向Taguatinga，终点是Ceilândia。从Ala del Sur车站往后，列车在地面行驶。

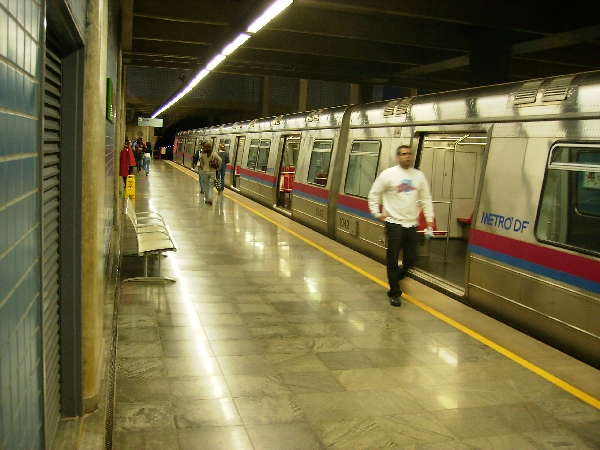
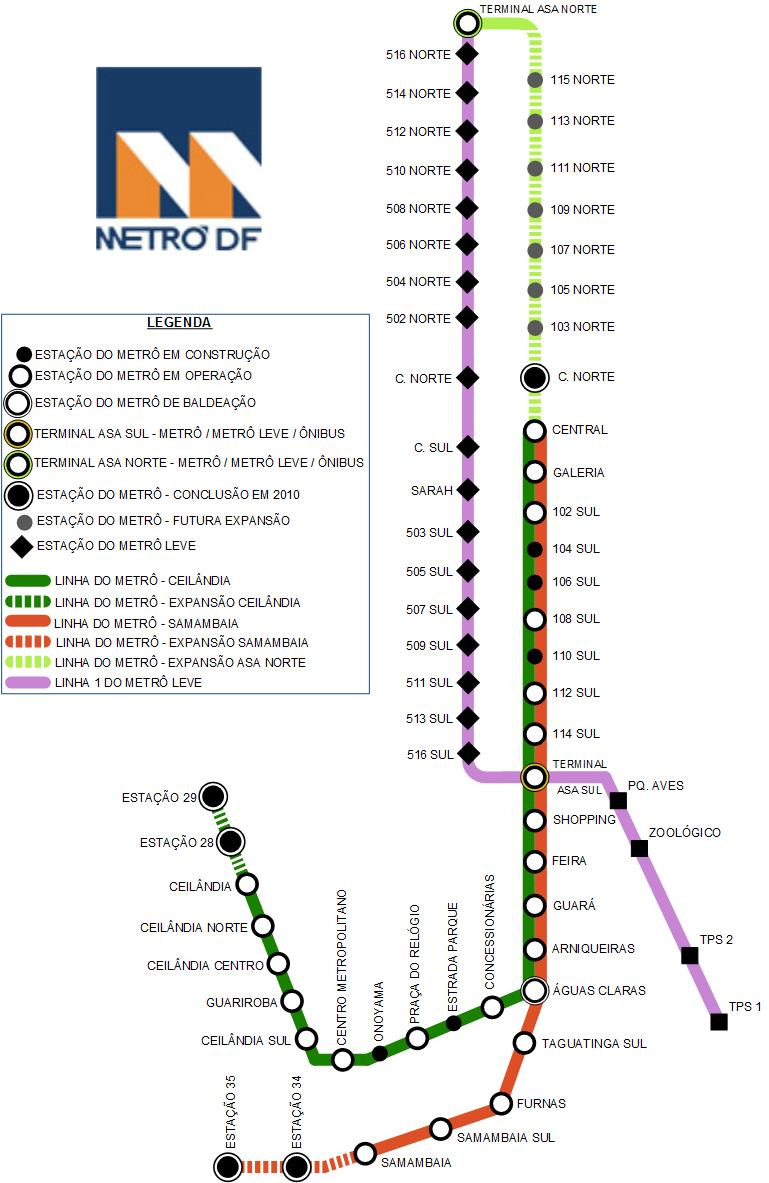

巴西利亚地铁安装有电动扶梯和升降機。